# Zhao (okres Zhou)
Zhao (chiń. upr. 赵国; chiń. trad. 趙國; pinyin Zhào Guó; Wade-Giles Chao Kuo) – chińskie państwo w Okresie Walczących Królestw. Jego terytorium pokrywało się częściowo z obszarami dzisiejszej Mongolii Wewnętrznej oraz prowincji Hebei, Shanxi i Shaanxi. U jego północnej granicy zaczynały się ziemie, które zajmowali Xiongnu. Stolicą państwa Zhao był Handan (邯郸).

## Władcy Zhao
| Imię prywatne | Imię pośmiertne  | Lata panowania        |
| ------------- | ---------------- | --------------------- |
| Huan 浣       | Xian 獻侯        | 424 p.n.e.-409 p.n.e. |
| Ji 籍         | Lie 烈侯         | 409 p.n.e.-387 p.n.e. |
| Zhang 章      | Jing 敬侯        | 387 p.n.e.-375 p.n.e. |
| Zhong 種      | Cheng 成侯       | 375 p.n.e.-350 p.n.e. |
| Yu 語         | Su 肅侯          | 350 p.n.e.-326 p.n.e. |
| Yong 雍       | Wuling 武靈王    | 326 p.n.e.-299 p.n.e. |
| He 何         | Huiwen 惠文王    | 299 p.n.e.-266 p.n.e. |
| Dan 丹        | Xiaocheng 孝成王 | 266 p.n.e.-245 p.n.e. |
| Yan 偃        | Daoxiang 悼襄王  | 245 p.n.e.-236 p.n.e. |
| Qian 遷       | Youmiu 幽繆王    | 236 p.n.e.-228 p.n.e. |
| Jia 嘉        | Dai 代王         | 228 p.n.e.-222 p.n.e. |